# Megasema stupens
Megasema stupens är en fjärilsart som beskrevs av Charles Oberthür 1880. Megasema stupens ingår i släktet Megasema och familjen nattflyn. Inga underarter finns listade i Catalogue of Life.